# Neisseriaceae
Neisseriaceae es una familia de proteobacterias incluida en su propio orden. Aunque muchos organismos de esta familia son comensales de mamíferos  o parte de la  flora normal,  el género Neisseria incluye a dos importantes  patógenos humanos, específicamente aquellos responsables de la gonorrea  y  muchos casos de meningitis.  Como grupo, Neisseriaceae son estrictamente aerobios, Gram-negativos, se presentan en pares (diplococos)  y típicamente  no tienen flagelos.